# Германийтриниобий
Германийтриниобий — бинарное неорганическое соединение, интерметаллид
ниобия и германия
с формулой Nb3Ge,
серые кристаллы.

## Получение
- Конденсация паров чистых веществ в вакууме [4]:

{\displaystyle {\mathsf {3Nb+Ge\ {\xrightarrow {T}}\ Nb_{3}Ge}}}
- Реакция паров пентахлорида ниобия и тетрахлорида германия с водородом [4]:

{\displaystyle {\mathsf {6NbCl_{5}+2GeCl_{4}+19H_{2}\ {\xrightarrow {T}}\ 2Nb_{3}Ge+38HCl}}}

## Физические свойства
Германийтриниобий образует серые кристаллы
кубической сингонии,
пространственная группа P m3n.
параметры ячейки a = 0,5168 нм, Z = 2,
структура типа силицида трихрома Cr3Si.
Соединение образуется по перитектической реакции при температуре 1900°С, обеднено германием и имеет область гомогенности 18—23 ат.% германия.
Не растворяется в воде и органических растворителях.
При температуре до 23,2 К переходит в сверхпроводящее состояние, при температуре кипения гелия (4,2 К) критическое поле 37 Тл.

## Применение
- Обмотки сверхпроводящих соленоидов.